# Richard LeParmentier
Pour les articles homonymes, voir Leparmentier.
Richard LeParmentier, né le 16 juillet 1946 à Pittsburgh, en Pennsylvanie, aux (États-Unis), et mort le 15 avril 2013 à Austin, au Texas, aux (États-Unis), est un acteur et scénariste américain.
Il est principalement connu pour son rôle de l'Amiral Motti dans Star Wars, épisode IV : Un nouvel espoir.

## Biographie
Richard LeParmentier est né le 16 juillet 1946 à Pittsburgh, en Pennsylvanie, aux (États-Unis).
Il meurt le 15 avril 2013 à Austin, au Texas, aux (États-Unis), à l'âge de 66 ans.

## Filmographie

### Acteur
- 1974 : Stardust : Felix Hoffman
- 1975 : Rollerball : Bartholomew's Aide
- 1977 : Star Wars, épisode IV : Un nouvel espoir : Amiral Motti
- 1977 : Le Continent oublié (The People That Time Forgot) : Lt. Whitby
- 1978 : Lillie (feuilleton TV) : Third Reporter
- 1979 : The Music Machine : Jay Reltano
- 1980 : Silver Dream Racer (en) de David Wickes : Journalist
- 1980 : Superman 2 : Reporter
- 1983 : Octopussy : US Aide
- 1983 : Reilly: The Ace of Spies (feuilleton TV) : FBI Agent
- 1987 : London Embassy (feuilleton TV) : Al Sanger
- 1988 : Qui veut la peau de Roger Rabbit (Who Framed Roger Rabbit) de Robert Zemeckis : Lt. Santino
- 1989 : Capital City (série TV) : Lee Wolf
- 1992 : The Berlin Conspiracy : Colonel Gurnheim

### Scénariste
- 1989 : The Bill
- 1990 : Boon

## Rencontres avec les fans
Le rôle de Richard LeParmentier dans Star Wars l'a amené à être invité lors de nombreux évènements centrés autour de la saga. Il a été invité au salon PARIS JOUETS COLLECTION (PJC) en novembre 2004 et a été deux fois l'invité de la convention Générations Star Wars et Science Fiction à Cusset, en 2005 et 2010. À cette occasion, il a révélé être amateur de pétanque.